# Flaga obwodu samarskiego
Flaga obwodu samarskiego zatwierdzona 22 września 1998 r. to prostokątny materiał w proporcjach (szerokość do długości) - 2:3, składający się z trzech równych horyzontalnych pasów: górny - czerwony (symbolizujący: męstwo, odwagę, hojność i miłość), środkowy - biały (symbolizuje: szczodrość i otwartość) i dolny - niebieski (symbolizuje: lojalność, uczciwość, doskonałość, czystość). W środku flagi jest umieszczone przedstawienie herbu obwodu samarskiego, którego wysokość wynosi 2/3 szerokości flagi.
Barwy i ich ułożenie na fladze odpowiada rozmieszczeniu kolorów na chorągwi Samarskiej, którą władze Samarii przekazały walczącym o wyzwolenie spod panowania tureckiego bułgarskim powstańcom.